# Lucky Luke (serial telewizyjny)
Lucky Luke – włoski telewizyjny serial komediowy z 1992 roku, będący kontynuacją filmu Dzielny szeryf Lucky Luke z 1991 roku. Zrealizowany na podstawie serii komiksów o Lucky Luke'u. 
Serial liczył osiem odcinków, z których każdy trwał 50 minut.

## Obsada
- Terence Hill: Lucky Luke
- Nancy Morgan: Lotta Legs
- Roger Miller: Jolly Jumper (głos)/narrator
- Ron Carey: Joe Dalton
- Bo Greigh: Jack Dalton
- Dominic Barto: William Dalton
- Fritz Sperberg: Averell Dalton
- Ruth Buzzi: Ma' Dalton
- Arsenio 'Sonny' Trinidad: Ming La Pu
- Mark Hardwick: Hank
- Neil Summers: Virgil
- Buff Douthitt: Sindaco
- Sky Fabin: Digger Graves
- Marc Mouchet: Seth Schultz
- Radha Delamarter: Martha Schultz
- Robin Westphal: Corinne
- Deborah Mansy: Belle